# Roustam Akhadov
Pour les articles homonymes, voir Rostam (homonymie).
Roustam Akhadov (en cyrillique Рустам Ахадов; en anglais Rustam Akhadov) est un ingénieur du son et producteur de cinéma russe.
Comme ingénieur du son, il a longtemps travaillé pour la société Tajik Filmstudio, notamment sur les films du cinéaste tadjik Bakhtiar Khoudojnazarov, obtenant pour Luna Papa une nomination au Nika du meilleur son en 2001.
Il est marié à la cinéaste russe Larissa Sadilova (ru), dont il produit les films.

## Filmographie

### Son
- 1984 : Drouzey ne predayout de Abdourakhim Koudoussov
- 1986 : Khromoy dervish de Valeri Akhadov et József Kis
- 1986 : Dopolnitelnyy pribyvaet na vtoroy pout (téléfilm) de Valeri Akhadov et Saïdo Kourbanov
- 1988 : Koumir de Yermakhmad Aralev
- 1991 : Bratan, le frère (Bratan) de Bakhtiar Khoudojnazarov
- 1993 : On est quitte (ou Œil pour œil) (Koch ba koch) de Bakhtiar Khoudojnazarov
- 1999 : Luna Papa de Bakhtiar Khoudojnazarov
- 2001 : Prazdnik de Garik Soukachiov
- 2002 : Letniy dojd de Alexandre Atanessian
- 2003 : Le Costume (Chic) de Bakhtiar Khoudojnazarov

### Production
- 2005 : Trebouyetsya nyanya de Larissa Sadilova (ru)
- 2007 : Nitchevo litchnovo de Larissa Sadilova (ru)
- 2010 : Fiston (Synok) de Larissa Sadilova (ru)